# Рыков, Василий Назарович
Васи́лий Наза́рович Ры́ков (13 августа 1918, Владивосток — 18 октября 2011, Москва) — советский государственный и партийный деятель, дипломат. Чрезвычайный и полномочный посол.

## Биография
В 1936 году окончил с отличием среднюю школу в Новороссийске.
С 1936 года — студент Индустриального института в Новочеркасске.
С 1941 года — мастер сборочного цеха завода в Иркутске.
С 1943 года — член ВКП(б).
С 1946 года — ведущий инженер, начальник группы НИИ в Москве.
С 1952 года — секретарь партбюро НИИ.
С 1956 года — второй, затем первый секретарь Ленинградского райкома КПСС г. Москвы.
С 1961 года — инспектор ЦК КПСС.
В 1963—1975 годах — второй секретарь ЦК КП Туркменской ССР и член Военного совета Среднеазиатского пограничного округа.
С 1975 года на дипломатической службе в МИД СССР.
С 10 апреля 1975 по 21 января 1983 года — чрезвычайный и полномочный посол СССР в Алжире.
С  января 1983 по 26 августа 1988 года — чрезвычайный и полномочный посол СССР в Индии.
С 1988 года персональный пенсионер союзного значения.
В 1966—1971 годах — кандидат в члены ЦК КПСС, в 1971—1989 годах — член ЦК КПСС.
Депутат Верховного Совета СССР 7-9 созывов и депутат Верховного Совета Туркменской ССР ряда созывов.

## Награды
- 2 Ордена Ленина
- Орден Октябрьской Революции
- 2 ордена Трудового Красного Знамени
- Орден Дружбы народов
- Орден «Знак Почёта»